# Lebende Buddhas
Lebende Buddhas è un film muto del 1925 scritto, diretto e interpretato da Paul Wegener.

## Trama
Due studiosi occidentali, Campbel e Smith, prima di lasciare l'Asia Centrale, vogliono assistere ai riti della dea Kurukulle, per la quale i tibetani stanno organizzando una grande festa. Pur di potervi accedere, i due promettono ai monaci di non interferire. Ma quando vedono una giovane donna, addobbata a festa e destinata al sacrificio, Smith si intrufola travestito nel tempio, per venire scoperto quando i monaci si rendono conto della presenza di un estraneo. Smith resta ferito ma viene salvato dal grande Lama che teme, nel caso i due stranieri venissero uccisi, l'intervento dell'esercito britannico.
Così i due studiosi fuggono insieme alla donna. Tornati a Londra, però, il grande Lama li rintraccia perché l'oggetto del sacrificio deve tornare nel tempio. Il monaco, accompagnato da un allievo, vuole riprendersi la preda. Con i suoi riti magici, perde di corporeità e diventa una figura dipinta in un rotolo che l'allievo porta come un regalo ai due scienziati ignari che non si rendono pienamente conto del pericolo insito nel dono. Smith dovrà così lottare contro il potere del lama dipinto che si manifesta attraendolo inesorabilmente verso di sé. Lo studioso, in un ultimo sussulto, prima di cedere, riesce a distruggere il rotolo e, in questo modo, anche il suo assalitore.

## Produzione
Il film fu prodotto dalla Wegener-Film e venne girato nei D.L.S-Atelier di Staaken, a Spandau.

## Distribuzione
Distribuito dalla Terra-Film, il film uscì nelle sale cinematografiche tedesche presentato in prima a Berlino il 12 maggio 1925 con il titolo Lebende Buddhas o, in alternativa, Götter von Tibet.
Non si conoscono copie complete ancora esistenti della pellicola e il film viene considerato presumibilmente perduto tranne alcuni frammenti della durata complessiva di circa cinque minuti.